# Liste der Kulturgüter in Hochdorf
Die Liste der Kulturgüter in Hochdorf enthält alle Objekte in der Gemeinde Hochdorf im Kanton Luzern, die gemäss der Haager Konvention zum Schutz von Kulturgut bei bewaffneten Konflikten, dem Bundesgesetz vom 20. Juni 2014 über den Schutz der Kulturgüter bei bewaffneten Konflikten sowie der Verordnung vom 29. Oktober 2014 über den Schutz der Kulturgüter bei bewaffneten Konflikten unter Schutz stehen.
Objekte der Kategorien A und B sind vollständig in der Liste enthalten, Objekte der Kategorie C fehlen zurzeit (Stand: 1. Januar 2023). Unter übrige Baudenkmäler sind zusätzliche Objekte zu finden, die im kantonalen Denkmalverzeichnis verzeichnet und nicht bereits in der Liste der Kulturgüter enthalten sind.

## Kulturgüter
| Foto | | Objekt                                                                                        | Kat. | Typ | Standort                                    | Beschreibung |
| ---- | --- | --------------------------------------------------------------------------------------------- | ---- | --- | ------------------------------------------- | --- |
| ja   | Datei hochladen · Wikidata zu Baldegg, neolithische/bonzezeitliche Seeufersiedlung (Q29522129)                           | Baldeggersee, neolithisch-bronzezeitliche Pfahlbausiedlungen KGS-Nr.: 09587                   | A    | F   | Baldeggersee 662415 / 227690                | Objekt liegt auf dem Gemeindegebiet von Hochdorf, Hitzkirch (KGS-Nr. 16547), Hohenrain (KGS-Nr. 16548) und Römerswil (KGS-Nr. 16550). |
| ja   | Datei hochladen · Wikidata zu Katholische Kirche St. Martin mit Beinhauskapelle, Pfarrhaus und Friedhofhalle (Q29785578) | Katholische Kirche St. Martin mit Beinhauskapelle, Pfarrhaus und Friedhofhalle KGS-Nr.: 03693 | B    | G   | Kirchplatz 2.2, 2.3, 2, 2.5 664784 / 224361 | |
| BW   | Datei hochladen · Wikidata zu Bauernhaus Reckenbrunnen (Q29785579)                                                       | Bauernhaus mit Nebengebäuden KGS-Nr.: 03694                                                   | B    | G   | Reckenbrunnen 1 666023 / 221640             | |

## Übrige Baudenkmäler
| ID   | Foto |                 | Objekt                           | Typ | Standort                           | Beschreibung |
| ---- | ---- | --------------- | -------------------------------- | --- | ---------------------------------- | ------------ |
| 18   | ja   | Datei hochladen | Pfrundhaus St. Peter und Paul    | G   | Hohenrainstrasse 1 664791 / 224293 |              |
| 22a  | ja   | Datei hochladen | Beinhauskapelle                  | G   | Kirchplatz 2.3 664736 / 224345     |              |
| 22b  | ja   | Datei hochladen | Friedhof und Gräberhallen        | G   | Kirchplatz 2.5 664844 / 224359     |              |
| 23   | ja   | Datei hochladen | Pfarrhaus                        | G   | Kirchplatz 2 664744 / 224320       |              |
| 200d | ja   | Datei hochladen | Lok- und Wagenremise (Bahndepot) | G   | Siedereistrasse 20 664332 / 224575 |              |
| 221  | ja   | Datei hochladen | Haus Rieder                      | G   | Kirchplatz 1 664703 / 224334       |              |
| 222  | ja   | Datei hochladen | Heiligkreuzkaplanei              | G   | Kirchplatz 3 664720 / 224361       |              |

Legende: Siehe Legende der Liste der Kulturgüter von nationaler und regionaler Bedeutung. Anstelle der KGS-Nummer wird als Objekt-Identifikator (ID) die Gebäudenummer im kantonalen Denkmalverzeichnis verwendet.